# HMS Carlskrona (P04)
För andra betydelser, se HMS Karlskrona.
HMS Carlskrona (P04), tidigare (M04), är ett örlogsfartyg tillhörande den svenska marinen. Från början byggdes fartyget som minfartyg och användes även från 1982 till 2005 som flottans långresefartyg. År 2002 genomgick fartyget en halvtidsmodifiering och 2007 beslutades att fartyget skulle byggas om till signalspaningsfartyg för att ersätta HMS Orion (A201). Dessa planer ändrades emellertid och fartyget har istället byggts om till stabs- och ledningsfartyg. Bestyckningen består av två 40 mm allmålskanoner.

## Tillkomst
Carlskrona byggdes på Karlskronavarvet som det största fartyg någonsin byggt vid varvet. Förutom som minfartyg konstruerades fartyget för att även kunna användas som flottans långresefartyg. Sjösättningen skedde den 28 maj 1980 och den 19 mars 1982 levererades fartyget till marinen, då hon ersatte HMS Älvsnabben (M01) som långresefartyg.

## Utformning
Då Carlskrona konstruerades för att kunna tjänstgöra som långresefartyg byggdes hon med oceangående kapacitet, exempelvis hög fart samt förbättrad hygien- och förläggningsstandard jämfört med marinens övriga fartyg. Förutom fartygets ordinarie besättning fanns utrymme att förlägga 72 kadetter. För att möjliggöra helikopterlandning utrustades fartyget med en helikopterplattform i aktern.

### Bestyckning
För minutläggning kan fartyget medföra 106 minor. Artilleribestyckningen utökades jämfört med de äldre minfartygen HMS Älvsborg (M02) och HMS Visborg (M03). Ombord fanns två stycken 57 mm allmålskanon 7102 och två 40 mm allmålskanon m/48. Dessa var placerade så att en av varje kanon satt i fören respektive i aktern.

## Karriär

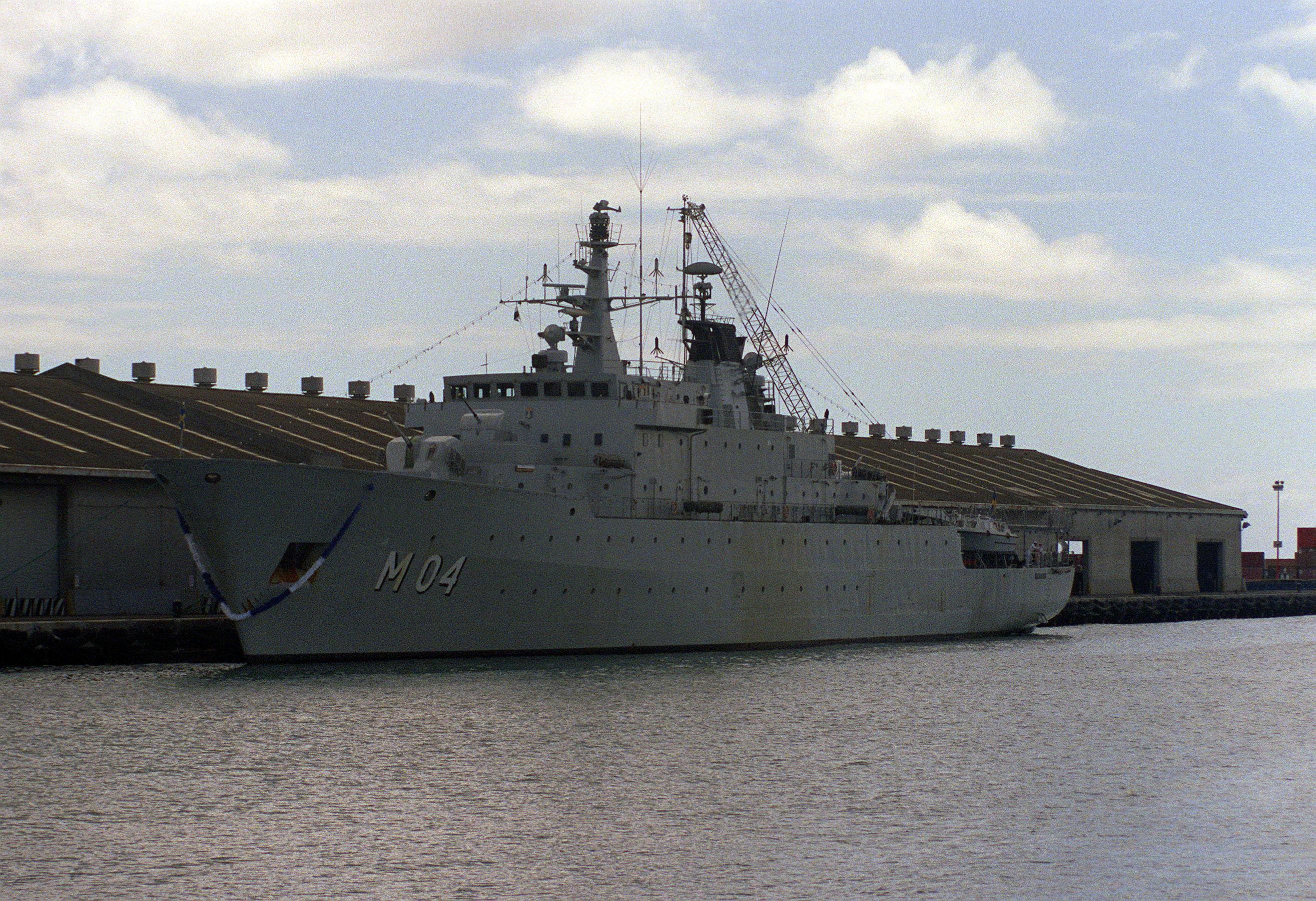
HMS Carlskrona i Pearl Harbor 1992.

### 1982-2005: Långresefartyg
Carlskrona gjorde från 1982 till 2005 flera långresor som en del i utbildning av sjöofficerare och representation. Av dessa var fyra resor världsomseglingar.

### 2002: Halvtidsmodifiering
År 2002 genomgick fartyget halvtidsmodifiering med omfattande översyn och modifieringar. Invändiga ombyggnationer genomfördes och katalytisk avgasrening installerades. Helikopterplattformen byggdes även ut för att möjliggöra landning för tunga helikoptrar, vilket krävde att den aktra 57 mm-kanonen togs bort.  Vidare fick fartyget även ett nytt eldledningssystem, datanät och ordertelefon för att ge möjlighet till bättre internationell förbandsledning. För bättre möjligheter att genomföra internationella insatser utfördes även stabilitetshöjande åtgärder. Kostnaden för modifieringen och översynen uppgick till cirka 200 miljoner kronor och fartyget beräknades kunna vara operativt minst till år 2020.

### 2007: Malpåse
År 2007 lades fartyget i malpåse då marinen inte hade någon uppgift för henne. I samband med detta så togs även den främre 57 mm kanonen bort då pjästypen utgått. Marinen behövde ett nytt underhålls- och transportfartyg men då Carlskrona var 25 år gammal ansåg marininspektören att det inte ekonomiskt försvarbart att bygga om fartyget. Istället ville man bygga ett nytt fartyg och eventuellt bygga om Carlskrona till signalspaningsfartyg.

### 2007: Ombyggnad till signalspaningsfartyg
Redan efter några månader i malpåse beslutades att fartyget skulle byggas om till signalspaningsfartyg för att ersätta den föråldrade HMS Orion (A201). Man beräknade så att Carlskrona skulle kunna sättas in som signalspaningsfartyg omkring 2008-2009.

### 2009: Ombyggnad till stabs- och ledningsfartyg
År 2009 bytte försvaret inriktning. Istället för att bygga om Carlskrona till signalspaningsfartyg beslutades att Orion skulle livstidsförlängas och Carlskrona skulle byggas om till stabs- och ledningsfartyg. Orion planeras att i framtiden ersättas av ett nybyggt signalspaningsfartyg. Efter ombyggnaden ändrades också fartygsnumret från M04 till P04.

### 2010: Insats i Adenviken
Den 14 april 2010 påbörjades insatsen ME02, där Carlskrona arbetade som ledningssfartyg för EU:s insats Operation Atalanta. Insatsen hade som syfte att bekämpa pirater i Adenviken. Den 13 mars 2010 avgick fartyget från Karlskrona.
Den 5 december 2010 anlöpte Carlskrona örlogshamnen i Karlskrona efter insatsen.

### 2013: Insats i Adenviken
HMS Carlskrona deltog från den 6 april 2013 i Operation Atalanta, vilken pågick fram till den 6 augusti 2013. Hon utgjorde den helt dominerande delen av Sveriges styrka ME03.

### 2017: Livstidsförlängning
Mellan 1 augusti 2016 och 16 juni 2017 gjordes en livstidsförlängning av fartyget av Saab Kockums, där syftet var att livstidsförlänga fartyget med bibehållna förmågor fram till 2025. Den 16 juni 2017 överlämnade FMV fartyget till Försvarsmakten.

## Fartygschefer

Carlskronas vapen.

- 1982–1983: Christer Fredholm
- 1983–1983: Carl Gustav Fransén
- 1983–1984: Lars Thomasson
- 1984–1985: Sven Carlsson
- 1985–1986: Gustaf af Klint
- 1986–1987: Gunnar Rasmusson
- 1987–1988: Anders Hallin
- 1988–1989: Bengt Ståhl
- 1989–1990: Torsten Nilsson
- 1990–1991: Rolf Blomqvist
- 1991–1992: Carl Gustav Fransén
- 1992–1993: Gösta af Klint [14]
- 1993–1994: Sten Gattberg
- 1994–1995: Ulf Lublin
- 1995–1996: Harald Abramson
- 1996–1997: Rolf Edwardson
- 1997–1998: Göran Oljeqvist
- 1998–2000: Lennart Stenberg
- 2000–2004: Erik Thermaenius
- 2004–2007: Per Ståhl
- 2009–2010: Håkan Nilsson
- 2011-2013: Mathias Jansson
- 2013–2017: Patrik Ivarsson
- 2017- 2021 : Fredrik Linder
- 2022-        : Johan Månsson

## Heraldik och traditioner
Fartyget har en egen marsch "HMS Carlskrona" skriven av den framlidne musikdirektören vid Carlskronaflottans Musikkår, Åke Dohlin (1921-1997). Det finns även en text till marschen, skriven av fd. Flaggtrumslagare Alf Sigurdson, också vid Marinens musikkår i Karlskrona.

## Galleri

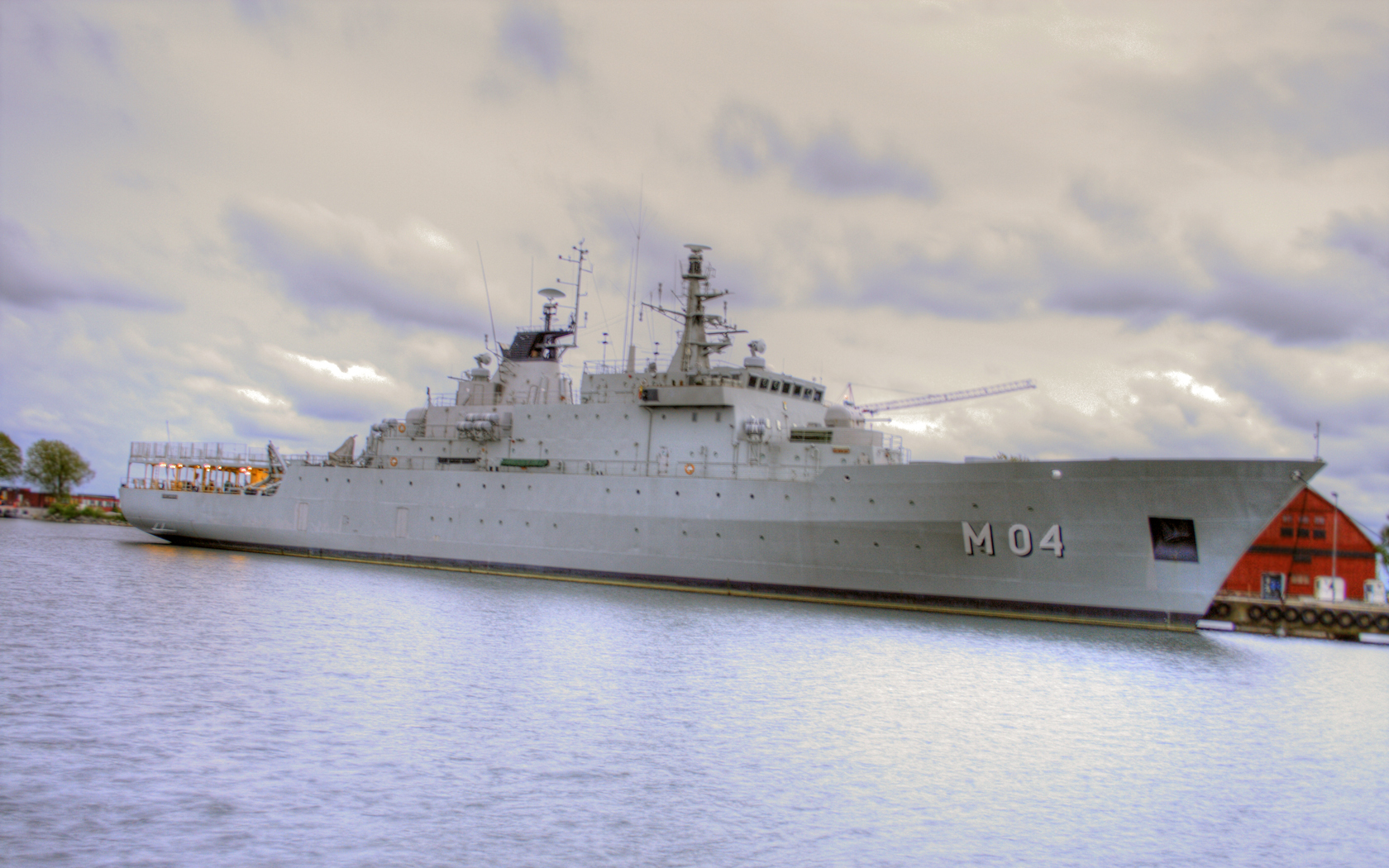
HMS Carlskrona i Karlskrona 2008
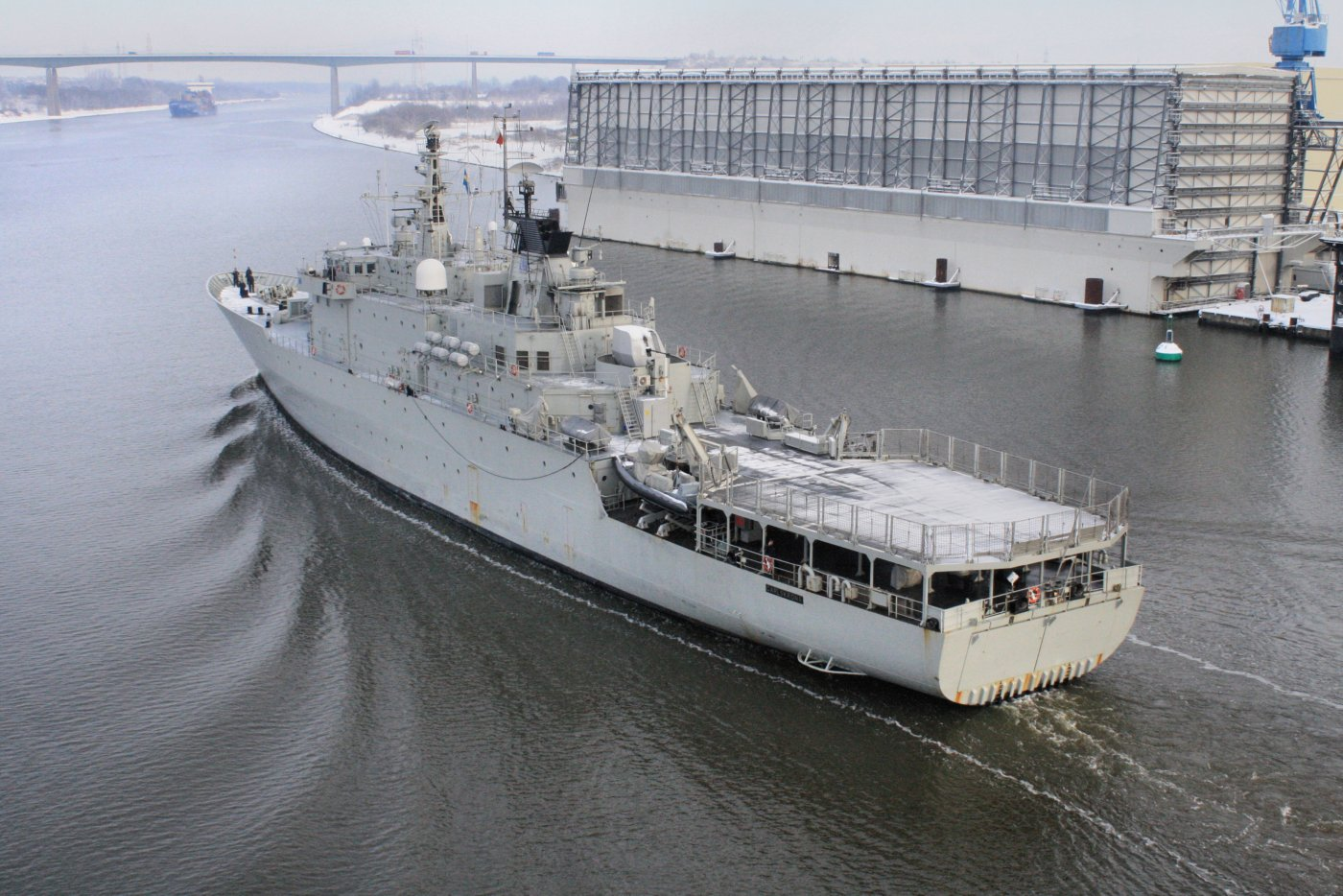
HMS Carlskrona i Kiel 2010
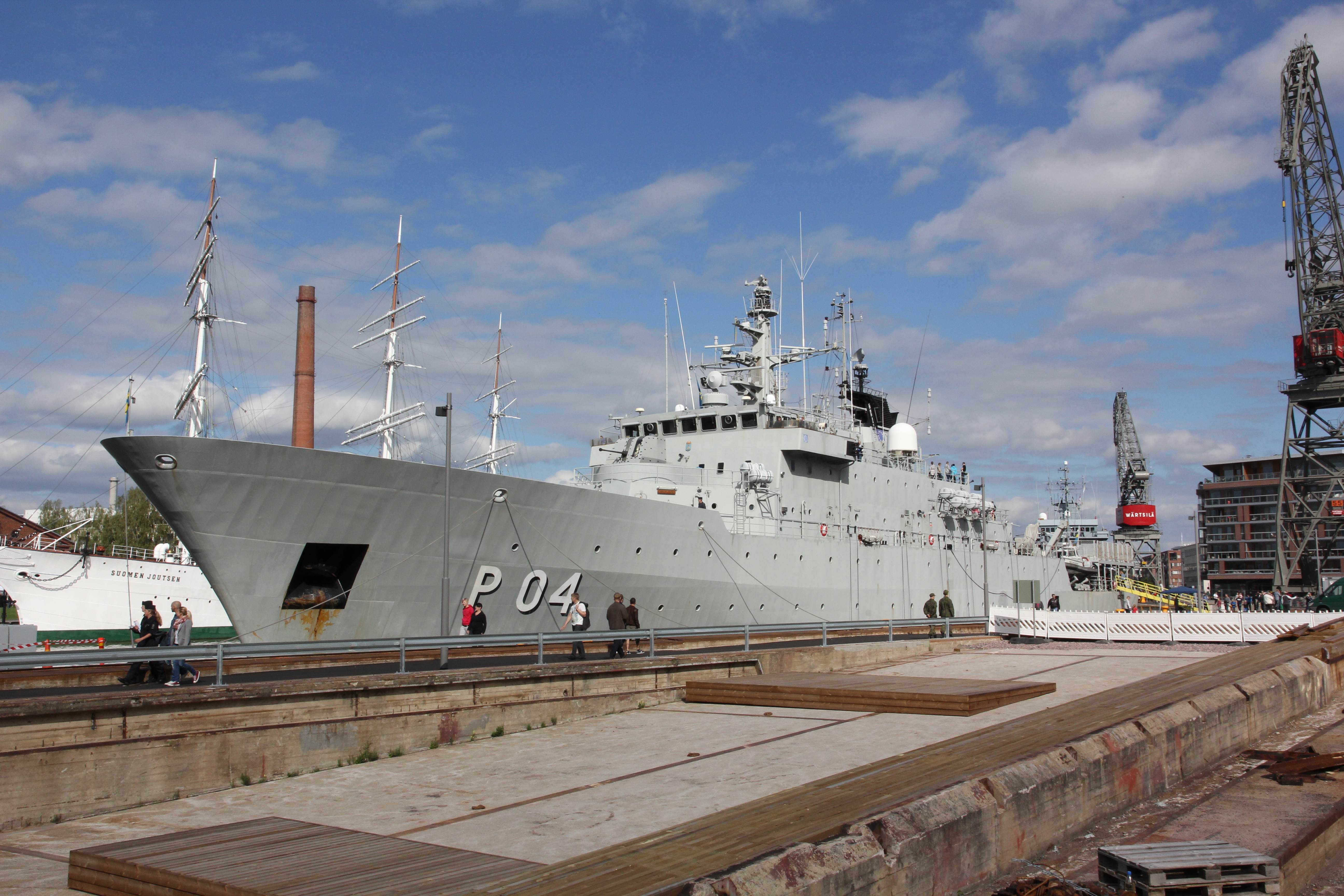
HMS Carlskrona i Åbo 2014
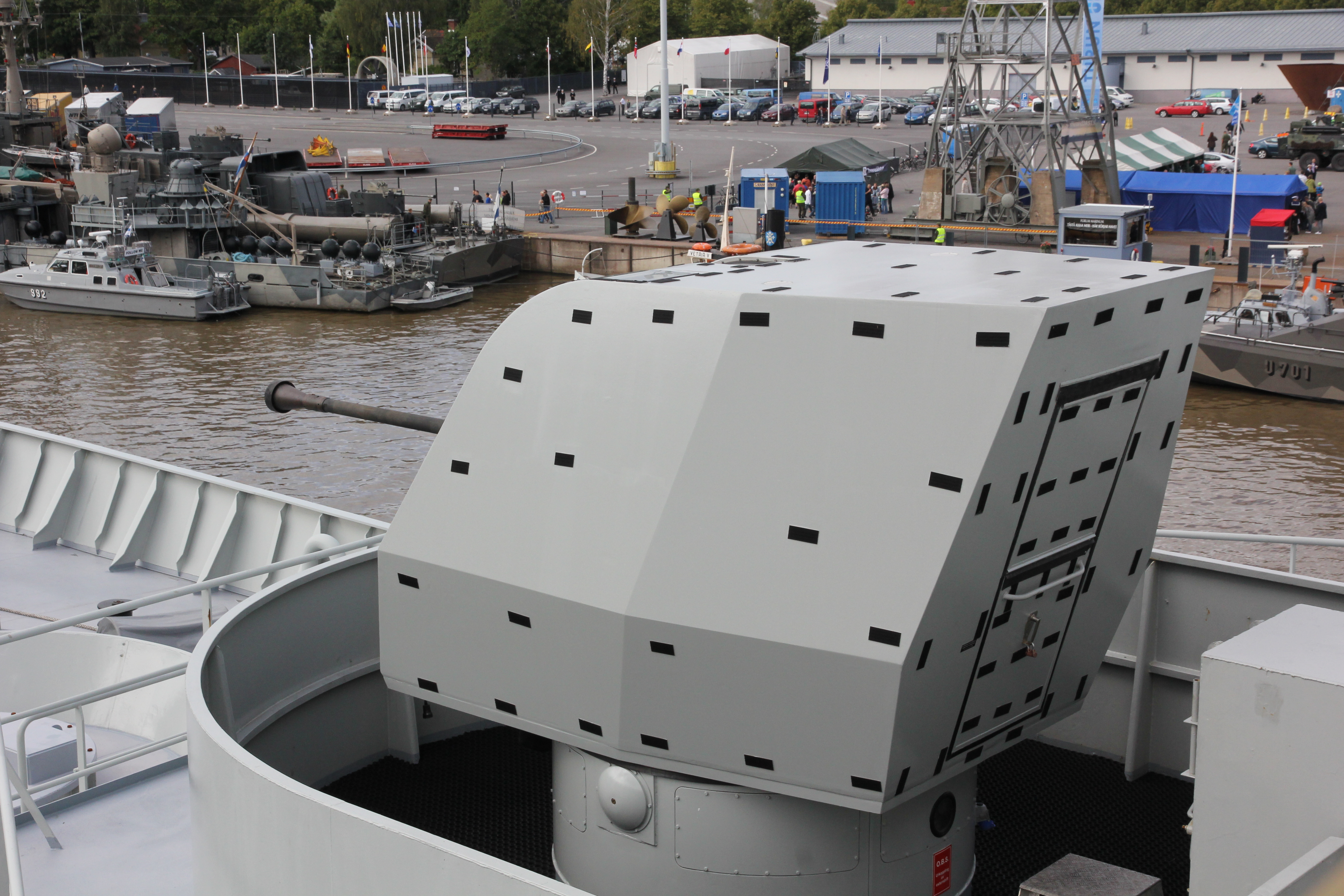
Bofors 40 mm allmålskanon i fören
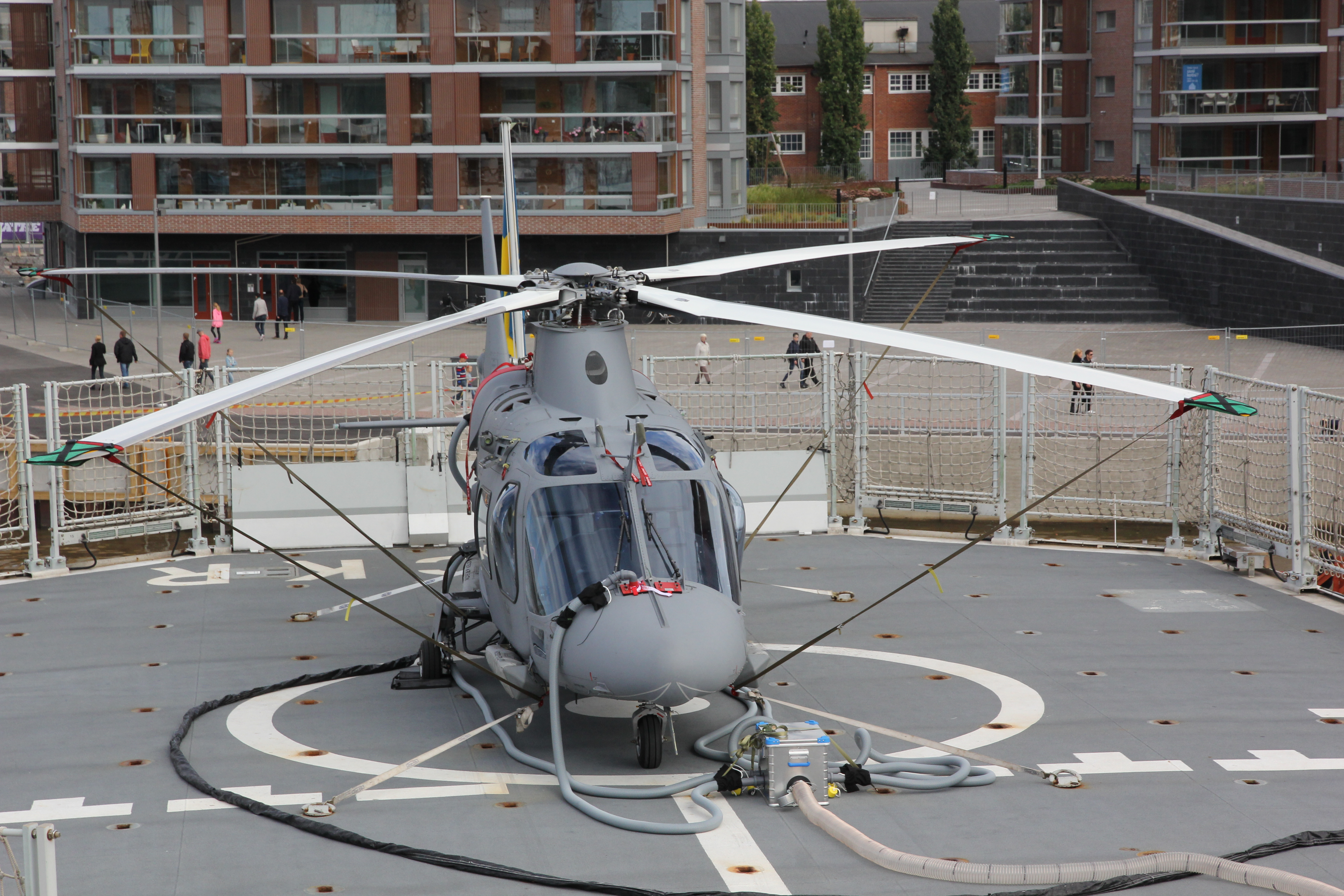
Helikopternplattan i aktern